# Ludwig Wilding
Ludwig Wilding (Grünstadt, 19 mei 1927 - Buchholz in der Nordheide, 4 januari 2010) was een Duits kunstschilder en beeldhouwer. Zijn werk wordt gerekend tot de op-art en de kinetische kunst.

## Biografische gegevens
Wilding studeerde kunstgeschiedenis en filosofie in Stuttgart en werkte nadien als ontwerper in de textielindustrie. In de jaren zestig was hij onderdeel van de kunststroming die onder de naam Nouvelles Tendances door een tentoonstelling in het Musée des arts décoratifs de Paris in Parijs bekend werd. Van 1969 tot 1992 was Wilding als hoogleraar verbonden aan de kunstacademie in Hamburg.
Wilding onderzocht op consequente en bijna wetenschappelijke wijze de aard van de menselijke waarneming. Zijn werk vormde een belangrijke bijdrage tot de op-art in Duitsland. De toeschouwer wordt bij het aanschouwen van het werk vaak uitgenodigd licht heen en weer te bewegen om het spel met optische illusies geheel tot zijn recht te doen komen. Hij maakte furore met stereoscopische multiples en kinetische objecten.